# Górotwór (górnictwo)
Górotwór – ogół utworów skalnych, w których prowadzone są roboty górnicze. Stanem naprężeń w górotworze przed i po wykonaniu wyrobisk zajmuje się mechanika górotworu.